# Philistina zebuanus
Philistina zebuanus är en skalbaggsart som beskrevs av Ernst Gustav Kraatz 1895. Philistina zebuanus ingår i släktet Philistina och familjen Cetoniidae. Inga underarter finns listade i Catalogue of Life.